# Michael Mauldin
Pour les articles homonymes, voir Mauldin.
Michael T. Mauldin, né le 30 octobre 1953, aux États-Unis, à Murphy, dans la Caroline du Nord, est un producteur de musique, un imprésario, un organisateur de concert, un acteur occasionnel et un homme d'affaires américain. Il a notamment été directeur artistique chez Columbia Records, dans les années 1990.

## Biographie
Michael Mauldin est né le 30 octobre 1953, à Murphy, en Caroline du Nord, aux États-Unis,,. Après des études études secondaires, il est admis au DeVry Institute of Technology, établissement dépendant de l'université Devry. Adolescent, il forme un groupe de rhythm and blues nommé The Other Side. Cette formation musicale ne rencontrant pas le succès, l'expérience reste sans lendemain. Sans terminer ses études, il emménage à Atlanta.

### Carrière professionnelle
À Atlanta, dans les années 1970, Mauldin commence à s'impliquer dans l'organisation de concerts, d'abord comme régisseur, puis comme directeur de production.
À partir de 1976, il se fait connaitre par l’organisation de tournées de concerts pour divers artistes dont Brick, Cameo, The S.O.S. Band, Sister Sledge, Earth, Wind & Fire, Anita Baker, et Luther Vandross.
Chez Columbia Records, il a notamment géré les carrières du rappeur Bow Wow, de Kris Kross, Da Brat, Xscape, Destiny's Child, Alicia Keys ou encore Jagged Edge.
En 2004, après avoir quitté la Columbia, il reprend Artistic Control Management pour créer la Mauldin Brand Agency Inc, une agence de marketing numérique.
Mauldin, en partenariat avec Live Nation Entertainement, crée Scream Nation,, une société d’organisation de concerts, dédiée au hip-hop et à la pop music. Il en est président-directeur général, poste repris par son fils Jermaine Dupri. Parmi les artistes à l'affiche des tournées de Scream Nation, figurent Chris Brown, Trey Songz, T.I., Ciara et Bow Wow, B2K, Omarion, Ne-Yo.
Il a également fondé Next Generation of Leaders (NXG), qui a pour vocation de repérer de jeunes talents, de les préparer à la vie professionnelle et de les faire connaitre.
Il est également l'un des promoteurs du Black Music Month, créé par le président Jimmy Carter en 1979, devenu l'African-American Music Appreciation Month.
Le 9 septembre 2019, il est célébré lors de la remise des Grammy Awards pour le lancement de Black Entertainment Managers & Agents Association (BEMAA).

### Vie privée
Au début des années 1970, Michael Mauldin se marie avec une habitante d'Asheville. De leur union naît, en 1972, un garçon nommé Jermaine Dupri Mauldin, en hommage à Jermaine Jackson, bassiste des Jackson Five.